# Samsung Galaxy A9
Das Samsung Galaxy A9 ist eine Smartphone-Reihe des Herstellers Samsung im mittleren Preissegment.
Mit der Werbekampagne unter dem Motto „A ist das neue mini“ bestätigte Samsung, dass die Galaxy-A-Serie der Nachfolger der Galaxy-S-mini-Serie ist.

## Galaxy A9 (2016)

### Software
Das Betriebssystem des Galaxy A9 (2016) ist Android.

## Galaxy A9 Pro (2016)

### Software
Das Betriebssystem des Galaxy A9 Pro (2016) ist Android.

## Versionen
|                   | Galaxy A9 (2016)            | Galaxy A9 Pro (2016)        |
| ----------------- | --------------------------- | --------------------------- |
| Anzeige           | 6 Zoll, 1920x1080px         | 6 Zoll, 1920x1080px         |
| Digitalkamera     | 16 MP                       | 13 MP                       |
| Frontkamera       | 8 MP                        | 8 MP                        |
| Prozessor         | 4 × 1,8 GHz und 4 × 1,2 GHz | 4 × 1,8 GHz und 4 × 1,4 GHz |
| Arbeitsspeicher   | 3 GB                        | 4 GB                        |
| Interner Speicher | 32 GB                       | 32 GB                       |
| Speicherkarte     | MicroSD (max. 256 GByte)    | MicroSD (max. 256 GByte)    |
| WLAN              | IEEE 802.11 a/b/g/n/ac      | IEEE 802.11 a/b/g/n/ac      |
| Akkumulator       | 4000 mAh; Lithium-Ionen     | 5000 mAh; Lithium-Ionen     |
| Gewicht           | 200 g                       | 210 g                       |